# Sebastian Kellner
Sebastian Kellner (* 12. April 1992 in Wien) ist ein ehemaliger österreichischer Handballspieler.

## Karriere
Der gebürtige Wiener war mit Saisonstart 2012/13 in den Kader der Kampfmannschaft des Handballclubs Fivers Margareten aufgerückt. Er war für die Margaretner aber auch in den Jugendmannschaften noch aktiv. Ab der Saison 2013/14 lief der 1,87 Meter große Außenspieler für die Bundesliga-Mannschaft der Margaretner auf. Sebastian Kellner beendete 2014 seine Karriere als Spieler. Derzeit ist er Trainer im Nachwuchsbereich der Fivers.

## Privates
Bei einem Rodelunfall, im Februar 2022, kollidierte Kellner mit einer Pistenraupe und verletzte sich dabei schwer.